# 704.ª Divisão de Infantaria (Alemanha)
A 704ª Divisão de Infantaria (em alemão: 704. Infanterie-Division) foi uma Divisão de Infantaria da Alemanha durante a Segunda Guerra Mundial.

## História
A unidade foi formada no dia 15 de abril de 1941 em Wehrkreis IV como parte da 15ª onda (em alemão: 15. Welle) Foi transferida para a Iugoslávia no mês de maio de 1941 onde participou de operações anti-partisans e operações de segurança, realizando operações semelhantes no Croácia. A unidade foi reorganizada no dia 1 de abril de 1943 e redesignada como sendo a 104. Jäger-Division.
A 104. Jäger-Division se rendeu para o Exército Iugoslavo em Celje, Eslovênia no mês de maio de 1945.

### Massacre de Kragujevac
O Infanterie-Regiment 724 desta divisão, juntamente com o Infanterie-Regiment 749 da 717ª Divisão de Infantaria foram responsáveis pela morte de cerca de 2300 civis em Kragujevac,, atualmente na Servia, no que ficou conhecido com Massacre de Kragujevac, entre os dias 20 e 21 de outubro de 1941 em retaliação aos ataques sofridos por partisans.

## Comandantes
| Comandante                                  | Data                                           |
| 704ª Divisão de Infantaria                  | 704ª Divisão de Infantaria                     |
| ------------------------------------------- | ---------------------------------------------- |
| Generalmajor Heinrich Borowski              | 22 de abril de 1941 - 15 de agosto de 1942     |
| Generalleutnant Hans Juppe                  | 15 de agosto de 1942 - 20 de fevereiro de 1943 |
| Generalleutnant Hartwig von Ludwiger        | 20 de fevereiro de 1943 - 30 de abril de 1943  |
| 104. Jäger-Division                         |                                                |
| General der Infanterie Hartwig von Ludwiger | 1 de maio de 1943 - ? de maio de 1944          |
| Oberst Steyrer                              | ? de maio de 1944 - ? de maio de 1944          |
| General der Infanterie Hartwig von Ludwiger | ? de maio de 1944 - 29 de abril de 1945        |
| Generalleutnant Friedrich Stephan           | 29 de abril de 1945 - 8 de maio de 1945        |

## Oficiais de Operações
| Oberstleutnant Paul Müncheberg | 25 de abril de 1943-5 de outubro de 1943  |
| Oberstleutnant Bruno Willers   | 15 de outubro de 1943-16 de março de 1945 |
| Major Ernst Harms              | 16 de março de 1945-8 de maio de 1945     |

## Área de Operações
| Alemanha   | abril de 1941 - maio de 1941     |
| Servia     | maio de 1941 - abril de 1943     |
| Sérvia     | abril de 1943 - junho de 1943    |
| Grécia     | junho de 1943 - setembro de 1944 |
| Iugoslávia | setembro de 1944 - maio de 1945  |

## Ordem de Batalha
- Infanterie-Regiment 724
- Infanterie-Regiment 734
- Artillerie-Abteilung 654
- Pionier-Bataillon 704
- Divisionseinheiten 704

## Serviço de Guerra
| Data            | Corpo                 | Exército     | Área       |
| --------------- | --------------------- | ------------ | ---------- |
| maio de 1941    | z. Vfg.               | 2º Exército  | Iugoslávia |
| junho de 1941   | XI Corpo de Exército  | 2º Exército  | Iugoslávia |
| julho de 1941   | LXV Corpo de Exército | 12º Exército | Servia     |
| janeiro de 1942 | LXV Corpo de Exército | 12º Exército | Servia     |
| abril de 1942   | Befehlshaber Serbien  | 12º Exército | Servia     |
| janeiro de 1943 | Befehlshaber Serbien  | 12º Exército | Servia     |
| março de 1943   | Befehlshaber Serbien  | Hgr. E       | Servia     |